# IBM Q System One

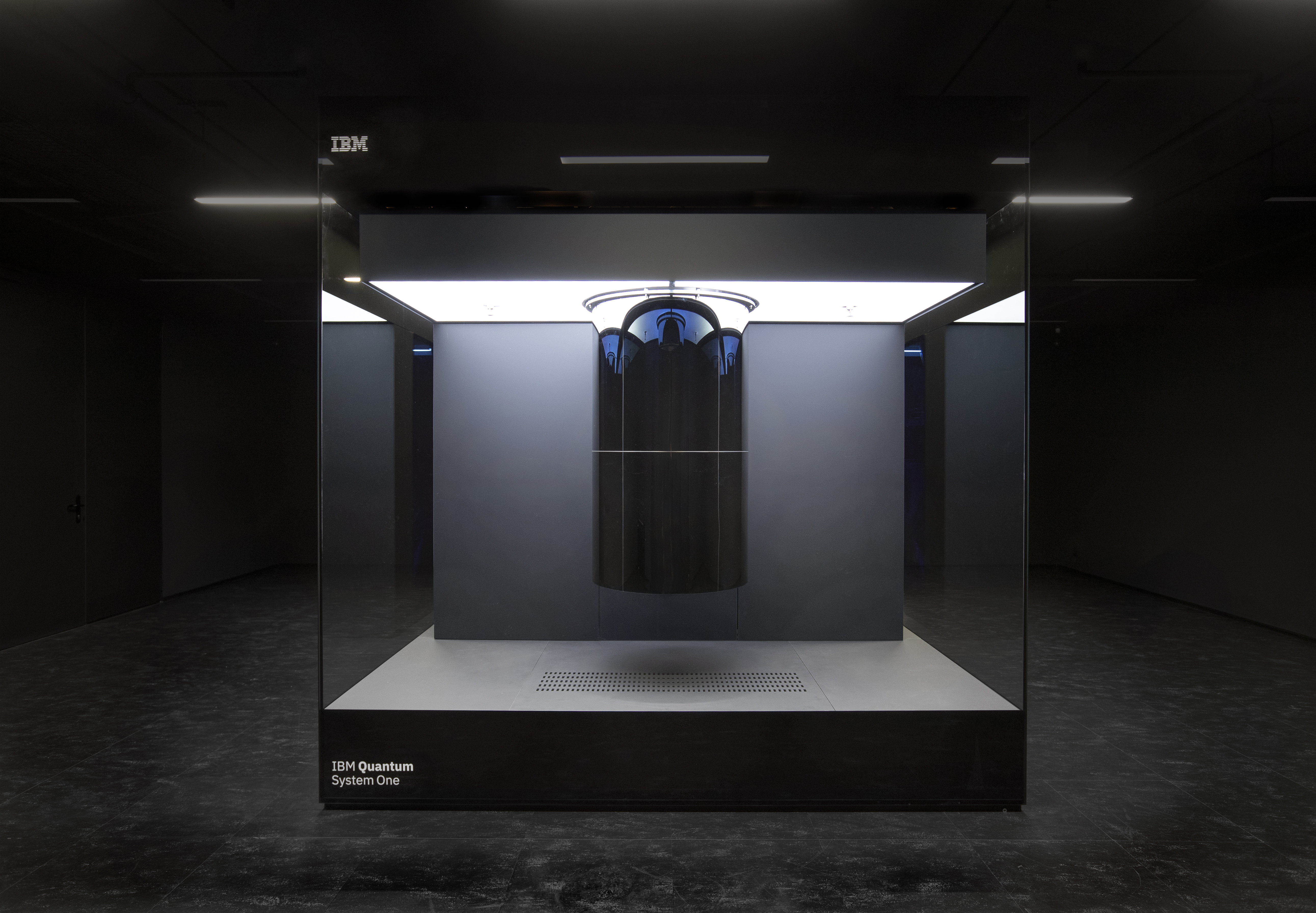
IBM Q System One din Ehningen, Germania

IBM Q System One este primul primul calculator cuantic comercial, a fost creat de IBM și prezentat public la 8 ianuarie 2019. Este un calculator de 20 qubiți.
Acest sistem integrat de calcul cuantic este găzduit într-un cub de sticlă închis ermetic, care menține temperatura corectă. Sistemul a fost testat pentru prima dată în vara anului 2018 timp de două săptămâni la Milano, Italia.
IBM Q System One a fost dezvoltat de IBM Research cu asistență sprijin oferit de Office Project Pr oject și Universal Design Studio. CERN, ExxonMobil, Fermilab, Laboratorul Național Argonne și Laboratorul Național Lawrence Berkeley sunt printre clienții înscriși pentru a accesa prin intermediul cloud calculatorul.